# 20 000 złotych 1994 Otwarcie nowego gmachu Mennicy Państwowej
20 000 złotych 1994 Otwarcie nowego gmachu Mennicy Państwowej – okolicznościowa moneta o nominale dwadzieścia tysięcy złotych, wprowadzona do obiegu 26 września 1994 r. zarządzeniem z 5 września 1994 r. (M.P. z 1994 r. nr 49, poz. 406), wycofana z dniem denominacji z 1 stycznia 1995 r., rozporządzeniem prezesa Narodowego Banku Polskiego z dnia 18 listopada 1994 r. (M.P. z 1994 r. nr 61, poz. 541).

## Awers
W centralnym punkcie umieszczono godło – orła w koronie, po bokach orła rok „1994”, dookoła napis „RZECZPOSPOLITA POLSKA”, na dole napis „ZŁ 20000 ZŁ”, pod łapą orła znak mennicy w Warszawie, całość otoczona perełkami.

## Rewers
Na tej stronie monety znajduje się rysunek nowego gmachu mennicy w Warszawie, przed nim prasa mennicza, dokoła napis „OTWARCIE NOWEGO GMACHU MENNICY PAŃSTWOWEJ”, na dole z lewej strony prasy monogram projektanta.

## Nakład
Monetę bito w Mennicy Państwowej, w miedzioniklu, na krążku o średnicy 29,5 mm, masie 10,8 grama, z rantem ząbkowanym, w nakładzie 252 000 sztuk, według projektów:
- Ewy Tyc-Karpińskiej (awers) oraz
- Roberta Kotowicza (rewers).

## Opis
Moneta była w obiegu tylko 92 dni.

## Wersje próbne
Istnieje wersja tej monety należąca do serii próbnej w niklu, wybita w nakładzie 500 sztuk.